# And Then We Danced
And Then We Danced (en georgià: და ჩვენ ვიცეკვეთ [Da chven vitsek'vet]. En català: I vam ballar), és una pel·lícula dramàtica sueca i georgiana del 2019 dirigida per Levan Akin. Es va estrenar a la secció de la Quinzena de realitzadors al Festival de Cannes 2019 on va rebre una ovació de peu durant quinze minuts. Va ser una de les pel·lícules més ben valorades de Cannes aquell any. Va ser seleccionada per Suècia a l'oscar a la millor pel·lícula de parla no anglesa en els 92è Premis de l'Acadèmia, però no va ser nominada. La projecció de la pel·lícula a Geòrgia va provocar protestes, a causa de la seva representació d'una història d'amor gai. Ha estat subtitulada en català.

## Sinopsi
En Merab (Levan Gelbakhiani) ha entrenat des de jove al grup nacional de dansa a Tbilisi (Geòrgia) amb la seva companya de ball, la Mary (Ana Javakhishvili) i el seu germà David, un delinqüent d'estar per casa (Giorgi Tsereteli). Un dia, en un assaig es produeix l'arribada d'Irakli (Bachi Valishvili), un ballarí substitut. Tot i que l'Irakli es mostra rebel  amb la rigidesa del coreògraf Aleko (Kakha Gogidze), de seguida demostra un talent natural pel ball, i substitueix a Merab en un ball, ja que l'Aleko l'havia criticat de no ser prou masculí. En Merab inicialment està gelós del talent d'Irakli, però quan els dos comencen a assajar junts a primera hora del matí, comencen a avenir-se. Es forma una rivalitat amistosa mentre competeixen per un lloc cobejat al conjunt principal, vacant perquè l'anterior ballarí, Saza, havia estat enxampat mantenint relacions homosexuals. Més tard, escoltem que la família l'havia enviat a un monestir del qual s'havia escapat i que finalment ha acabat recorrent a la prostitució per sobreviure.
En un viatge amb amics per visitar el pare de la Mary, en Merab i l'Irakli acaben tenint relacions sexuals; tot i que es mantenen discrets, la Mary sospita de la seva relació. El món d'en Merab es veu sacsejat fortament i en aquest entorn conservador, en Merab es veu obligat a alliberar-se i arriscar-ho tot.

## Repartiment
- Levan Gelbakhiani com a Merab
- Bachi Valishvili com a Irakli
- Ana Javakishvili com a Mary
- Giorgi Tsereteli com a David
- Marika Gogichaishvili com a l'avia Nona
- Kakha Gogidze com a  Aleko

## Producció
En una entrevista al Festival de Cinema de Zuric, el director Levin Akin va dir que va tenir la idea de la pel·lícula en presenciar les  imatges de la manifestació contra l'homofòbia de Tbilisi al 2013, on desenes de joves que protestaven per l'homofòbia van ser atacats violentament per  manifestants de l'Església Ortodoxa de Geòrgia.  Akin va visitar Tbilisi el 2016 per captar la situació i fer una pel·lícula que parlés sobre el desenvolupament de la tradició i la identitat.
La pel·lícula va ser logísticament difícil de rodar. A causa de la naturalesa de la pel·lícula i l'homofòbia predominant a Geòrgia, s'havia d'explicar una versió alternativa sobre una suposada història d'un turista francès enamorat de la cultura georgiana. Els actors i les ubicacions que van acceptar participar en la pel·lícula es van negar posteriorment per temor a reaccions. L'equip de producció va rebre amenaces de mort i va haver de contractar seguretat mentre estaven al plató. Els dos actors principals Levan Gelbakhiani i Bachi Valishvili, que van ser contactats per Akin a través de les xarxes socials, van rebutjar inicialment els papers oferts per preocupacions sobre la reacció a Geòrgia i com afectaria les seves futures carreres.

## Recepció a Geòrgia
Els problemes van continuar abans de l'estrena, ja que grups d'ultradreta del país van demanar-ne el boicot. El dia de l'estrena, centenars de persones es van congregar davant del cinema, i van obligar a la policia a establir un cordó policial de seguretat per garantir l'entrada dels espectadors. Els manifestants van ser fins i tot violents, arribant a llançar objectes als assistents. Malgrat tot, la pel·lícula va exhaurir entrades els tres dies que va durar la seva exhibició.

## Nominacions i premis[9]
- Gran Premi del públic, millor actor i millor pel·lícula al 10è Festival Internacional de Cinema d'Odessa (2019)
- Heart of Sarajevo com a millor actor (Levan Gelbakhiani) al 25è Festival de cinema de Sarajevo  (2019)
- Millor pel·lícula al Iris Prize (2019)
- Presentació a la  secció Spotlight del Festival de Cinema de Sundance. (2020)
- Millor pel·lícula, millor actor i millor guió  als  55th Guldbagge Awards (2020)
- Nominació al premi GLAAD Media Award 2021 a la millor pel·lícula
- Seminici 2019 al millor actor